# Adirley Queirós
Adirley Queirós (Morro Agudo de Goiás, Brasil, 18 de julio de 1970) es un cineasta brasileño.

## Biografía
Adirley Queirós es el tercero de los seis hijos de una pareja de migrantes de Minas Gerais que a finales de los años 1960 se instaló en el interior de Goiás, de donde fue expulsado por un latifundista, rumbo a Brasilia a principios de los años 1970, época en que la nueva capital se consideraba como un Eldorado de oportunidades. Cuando la familia llegó al Distrito Federal, Adirley Queirós tenía sólo tres años, la misma edad de la recién creada ciudad satélite de Ceilândia, donde la pareja y sus hijos se mudaron definitivamente al ser sorteados para adquirir un lote a costos módicos. Adirley Queirós se convirtió en jugador de fútbol en su adolescencia, habiendo actuado en clubes de segunda y tercera división del Distrito Federal por poco más de diez años, cuando una lesión le obligó a dejar el deporte precozmente. Desempleado y sin formación universitaria, pasó a dar clases de refuerzo de matemáticas, física y química, lo que le ayudó tanto a convertirse en funcionario público en un hospital como a ser admitido a los 28 años en el curso de comunicación (con énfasis en la Universidad de Brasilia. Su primer cortometraje, Rap, el canto de Ceilândia, por el cual recibió diversos premios, fue su trabajo de conclusión de curso. Sus largometrajes ¿La ciudad es una sola? (2011) y Blanco sale, negro queda (2014) también fueron premiados en importantes festivales brasileños.

## Filmografía
- 2005 - Rap, o canto da Ceilândia, 15'

- 2009 - Dias de greve, 24'

- 2010 - Fora de campo, 52'

- 2011 - A cidade é uma só?, 72'

- 2014 - Branco sai, preto fica, 93'